# Montserrat Caballé i Folch
  Montserrat Caballé i Folch    (Barcelona, 12 d'abril de 1933 - Barcelona, 6 d'octubre de 2018) fou una soprano i cantant d'òpera catalana. Va ser una de les més grans sopranos d'òpera de la segona meitat del segle xx, amb molta anomenada per la seva tècnica i les seves interpretacions dels grans papers del bel canto de Rossini, Bellini i Donizetti.

## Biografia

### Infància

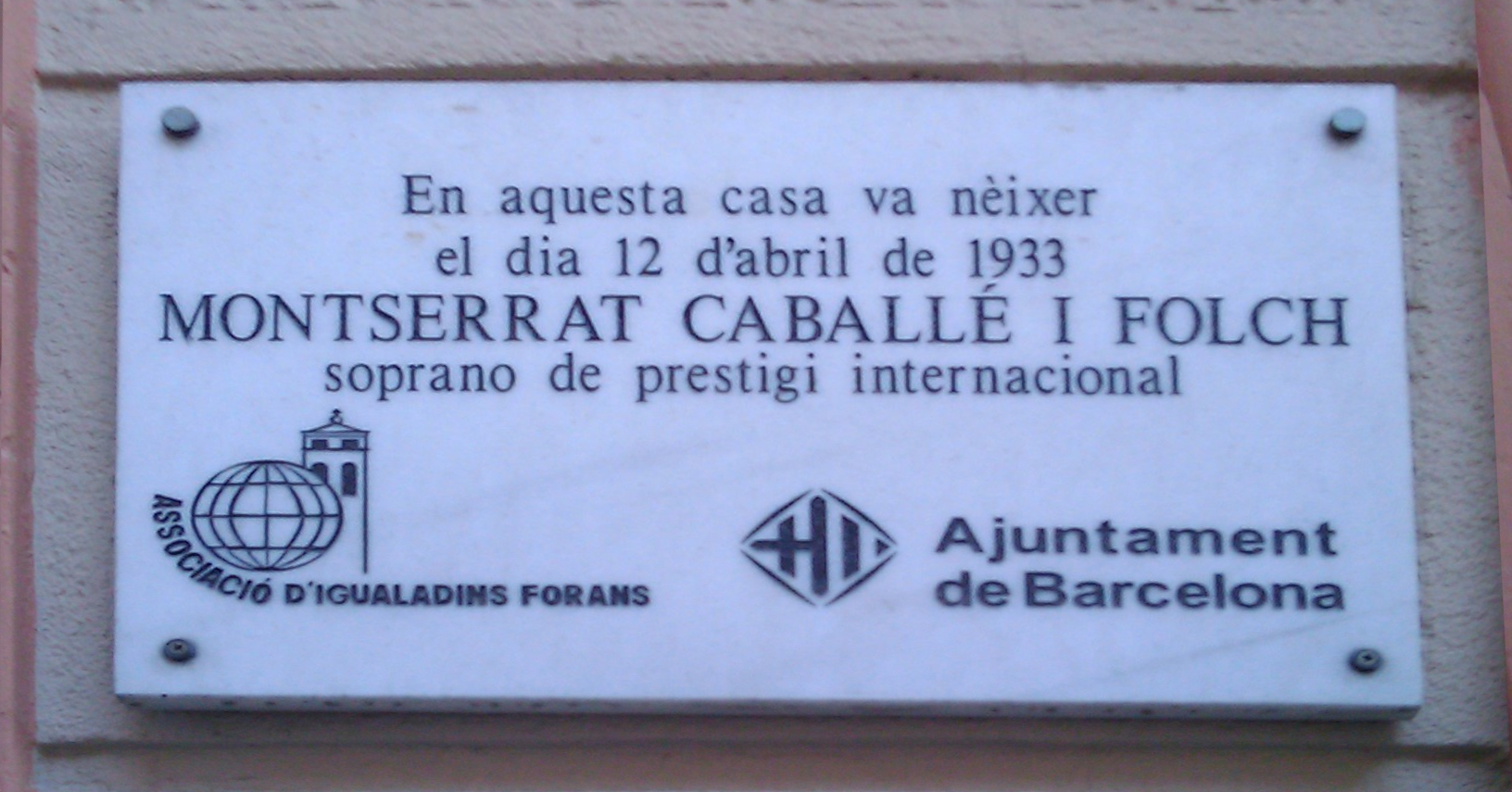
L'edifici on va néixer. Malgrat que la placa indica que va néixer el 1933, posteriorment Montserrat ha acceptat que es va posar cinc anys més per poder entrar al Conservatori del Liceu

El besavi de la cantant, Artur Folch, tingué rellevància política i diplomàtica en la Cuba preindependent. Anna Folch (nascuda l'any 1911) i neta d'Artur, l'any 1931, va contraure matrimoni amb Carles Caballé (1907-1995), fill d'un empresari tèxtil tarragoní. La parella es va traslladar per feina al carrer d'Igualada, núm. 20, de Gràcia, a Barcelona, l'any 1932.
Un any més tard, El 12 d'abril de 1933, va néixer la Montserrat, que pocs anys després, va haver de viure en unes condicions econòmiques humils a causa de l'expropiació de la fàbrica familiar i les conseqüències econòmiques de la situació política provocada per la Guerra Civil espanyola. El pare fou malferit a la guerra i a causa d'això sempre va tenir problemes cardíacs. Malgrat viure en la postguerra, Montserrat afirma que va viure una infantesa molt feliç amb la família.
El Nadal del 1940, la nena va felicitar la seva família interpretant un fragment d'Un bel dì vedremo de l'òpera Madama Butterfly. L'havia escoltat al Liceu del gener d'aquell any, interpretada per Mercè Capsir i repetidament en un enregistrament en disc a casa seva. L'any següent (1941) va entrar per primera vegada al Conservatori Superior de Música del Liceu de Barcelona, per estudiar solfeig, piano i cant. A Pere Vallribera, director del Conservatori, li va semblar que hi havia motius suficients en el seu interès i en la qualitat de la seva veu per tal de fomentar la seva educació amb una beca.
Un any més tard va néixer el seu germà Carles. La salut del seu pare era delicada i es van veure obligats a traslladar-se a viure un temps a la Floresta. Durant aquest període, la Montserrat va haver d'abandonar les classes i es va fer càrrec del seu germà. El 1945 van retornar a un pis modest de les Corts i la Montserrat va estudiar a l'Acadèmia Arpi. Però malgrat les penúries, a final de setembre del 1949, Caballé va començar els seus estudis de cant. Una nova malaltia del seu pare va provocar que es posés a treballar en una fàbrica durant el dia, tot continuant les classes al Liceu al vespre. En algun moment va haver de deixar els estudis per fer més hores i poder pagar una intervenció quirúrgica del seu pare.

### Els anys del Conservatori
Fou en aquella època, fruit d'una desesperació extrema, que es decidiren a demanar ajuda a Josep Antoni Bertrand, hereu d'una família industrial tèxtil, mecenes i un dels propietaris del Liceu. Bertrand va organitzar una audició en què Montserrat, que ja tenia disset anys, va ser convidada a cantar davant mitja dotzena de persones. A més d'ell mateix i de la seva germana Mercè, Bertrand va convidar, entre el seu amplíssim cercle d'amistats melòmanes, a Max Lorenz (el famós heldentenor wagnerià que cantava sovint al Liceu), Julius Katchen (el reconegut pianista estatunidenc, que actuava sovint al Palau de la Música de Barcelona i que, en aquestes ocasions era, invariablement, hoste dels Bertrand) i Alícia de Larrocha.
El resultat immediat del patrocini dels Bertrand li va permetre tornar al Conservatori del Liceu, a temps de començar l'any acadèmic 1950-1951 i als seus estudis de cant. Fou justament allà on va conèixer les tres persones que van influir de manera més profunda en la seva formació musical: Eugenia Kemeny, Conxita Badia i Napoleone Annovazzi. Amb un entusiasme renovat, va fer grans progressos en poc temps, esforçant-se a passar dos cursos cada any. Entre les seves condeixebles d'aquests anys d'estudi hi havia la també soprano Mirna Lacambra, amb la qual va construir una sòlida amistat que va persistir.
Eugenia Kemeny era una soprano que havia abordat en altres temps papers wagnerians i que ara, refugiada a Barcelona després de la Segona Guerra Mundial, es dedicava a la formació de joves cantants i de la tècnica del cant al Conservatori del Liceu amb uns mètodes sorprenents que incloïen la disciplina gimnàstica. Kemeny obligava els seus alumnes a fer sobretot exercicis de respiració i de vocalització, una disciplina que va donar a la Caballé una tècnica impecable i alhora un instrument flexible. Conxita Badia, reconeguda liederista a qui Caballé sempre va considerar la seva mare musical, li va donar experts consells sobre l'art del cant. Napoleone Annovazzi, responsable musical del Liceu durant els anys 1942-1953, a part d'harmonia, contrapunt i orquestració, la va orientar pel que fa al repertori més adient.
Dos esdeveniments artístic foren importants per al desenvolupament futur de Caballé. Un va ser l'any 1952 quan Kemeny la va convidar al concert que donà Kirsten Flagstad al Liceu. L'altre va ser el debut, el novembre del 1953, de Renata Tebaldi al Liceu. Només en tres anys, Montserrat va poder escoltar la diva italiana en diversos dels seus papers principals, inclosos Violetta, Tosca i Mimì. Tebaldi, amb la qual coincidiria sovint més tard, en aquells anys es va convertir en un ídol dels espectadors del Liceu.
Amb 21 anys afrontava l'examen de final de curs amb el següent repertori: Dove sono i bei mornenti, de l'acte II de Le nozze di Figaro; Ah, non credea mirarti de l'acte II de La sonnambula; i Und ob die Wolke de l'acte I de Der Freischütz. Però pels nervis acumulats, Montserrat no s'acabava de trobar bé i mentre anava cantant aquesta darrera peça va sentir que li venia un desmai i en fer la penúltima nota de l'ària va perdre el coneixement. Tot i que el doctor que hi era present ho va certificar, un membre del jurat es va entossudir a no admetre que la falla havia estat per raons de salut i no se li va concedir la medalla d'or de l'entitat. El conservatori va guardar la medalla d'or durant molts anys sense donar-l'hi, tot i que l'havia merescut plenament. Aquest resultat òbviament injust es va esmenar finalment, i després d'un primer intent de l'any 1962 que Montserrat rebutjà, el dia 7 de gener de 1987, en el concert organitzat amb motiu del 25è aniversari del debut al Liceu de la cantant.

### Inici de la carrera
L'1 de maig de 1954, havia actuat en un concert públic al Conservatori del Liceu. Fora del Conservatori, el 20 de gener de 1955 va fer el seu primer recital públic a Barcelona: al Palau Güell, juntament amb un flautista i una arpista i acompanyada al piano per Pere Vallribera, amb peces de Händel, Scarlatti, Vivaldi, Max Reger i Lluís Millet. El 13 de juny cantà al Casal del Metge de Barcelona, en una conferència-concert de Napoleone Annovazzi, amb altres cantants: cantà àries d' Il filosofo di campagna de Baldassare Galuppi i de La serva padrona de Pergolesi.
La primera actuació després de la seva titulació va ser també el primer debut operístic i escènic, amb el paper de Serpina a l'òpera de Giovanni Battista Pergolesi La serva padrona, al Teatre Fortuny de Reus, el 17 de juny de 1955, amb la companyia d'Òpera de Cambra de Barcelona dirigida pel mestre Napoleone Annovazzi. També, amb el mateix repartiment i programa, va actuar a Figueres. i, el 27 de juny, al Teatre Principal de València. Poc després, el 10 de juliol de 1955, va fer el seu primer concert en solitari, a la Sala Vila Arrufat de Can Bartomeu, a Pedralbes, segurament recomanada per Conxita Badia.

#### Basilea i Bremen

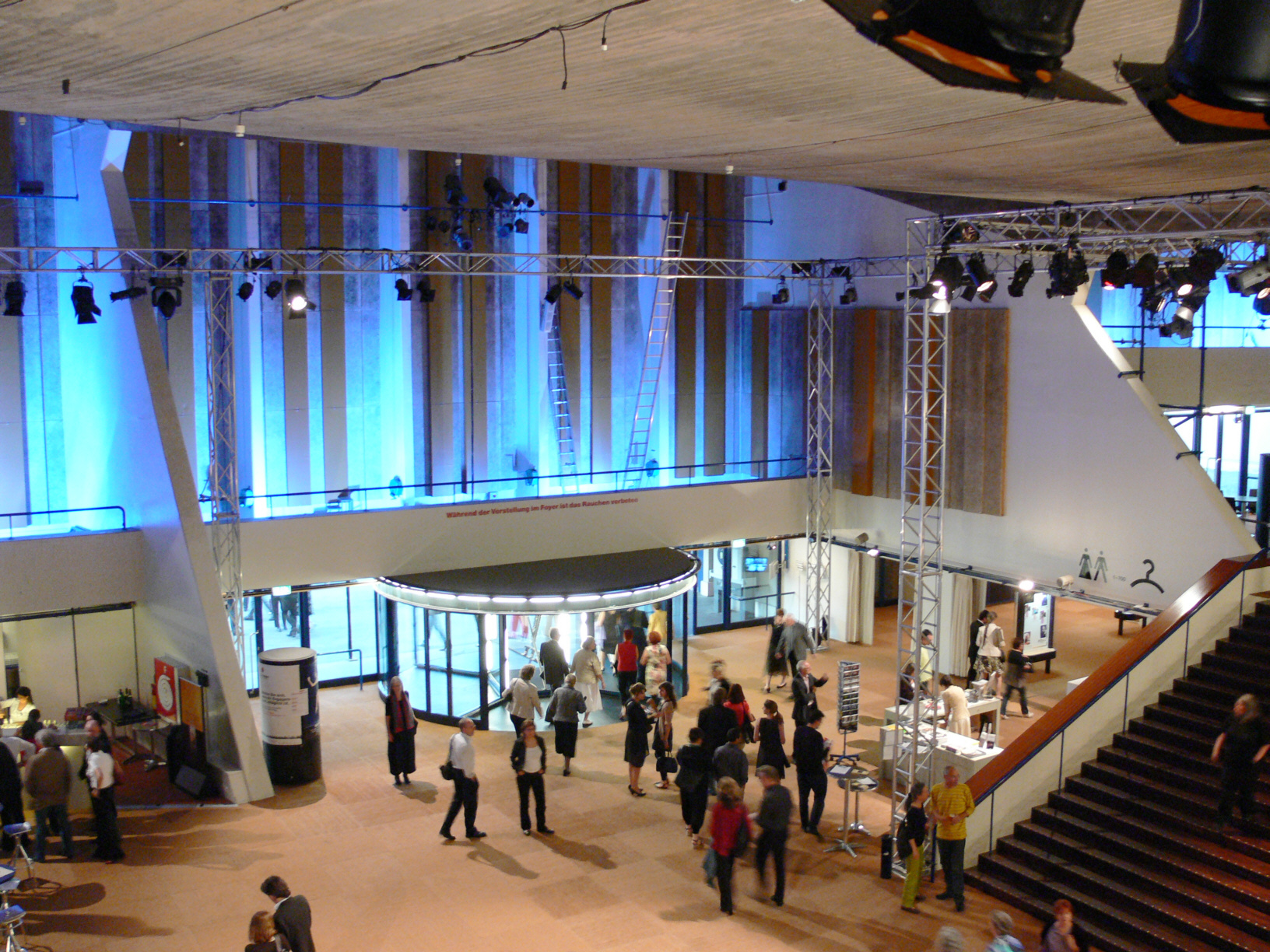
Foyer de l'actual Teatre de Basilea

Després de diverses proves infructuoses a Nàpols i Roma amb l'ajuda del baríton català Raimon Torres, finalment aconsegueix un contracte al Maggio Musicale Fiorentino que finalment no es va dur a terme. L'any 1956 el director del Teatre Municipal de Basilea (Stadttheater Basel), Hermann Wedekind, li va donar l'oportunitat de fer diverses substitucions de papers petits. La direcció del teatre encara no comptava amb ella com a substituta d'un paper important fins que la sort li va ser favorable. Un any després, la soprano que havia de cantar Mimì a La bohème de Puccini aquella temporada va cancel·lar la seva actuació. La substituta oficial estava malalta i la segona no era a la ciutat. Aleshores Montserrat tenia una veu de lírica pura d'una enorme bellesa i sembla que va la direcció del teatre va quedar contenta perquè li van encarregar altres papers com el de Nedda, de Pagliacci, per exemple) que se li adeien menys però que també va resoldre bé. Després va cantar un impressionant repertori de papers a Tosca de Giacomo Puccini, Aida de Giuseppe Verdi, Arabella i Salomé, ambdues últimes de Richard Strauss.
Reconeguda com una de les cantants permanents de l'Òpera de Basilea, ara Montserrat Caballé podia acceptar contractes ocasionals amb altres teatres. Així, va ser convidada a cantar el paper de Marta a Tiefland d'Eugen d'Albert a l'Òpera de Bielefeld, i sobretot, el 28 de febrer de 1959 va debutar a l'Òpera de Viena com Donna Elvira en una funció del Don Giovanni. Va agradar molt la seva interpretació i va ser recompensada amb la possibilitat d'interpretar el 10 de maig Salomé.
La temporada de 1960 i 1961 va ser contractada per l'Òpera de Bremen, on es va especialitzar en papers de bel canto. El 1962 va tornar a Barcelona i va debutar al Liceu el 7 de gener amb Arabella. Aquell mateix any, gràcies a un suggeriment d'Oriol Martorell, compromès director de cor, la cantant començà a col·laborar amb Discos Vergara, a partir de cançons d'Eduard Toldrà, mort precisament pocs mesos abans.
El 14 d'agost de 1964 es casà a Montserrat amb el tenor Bernabé Martí, unió de la qual nasqué, Montserrat Martí i Caballé, també cantant i que ocasionalment canten juntes.

### Èxit internacional
El primer èxit internacional de Caballé fou l'any 1965 quan el 19 d'abril va substituir la indisposada Marilyn Horne en la representació en concert de Lucrezia Borgia al Carnegie Hall de Nova York. El públic va embogir i al final va aplaudir durant mitja hora. La seva representació causà sensació i la feu famosa al món de l'òpera, arribant a dir el New York Times que la seva veu era la unió de Maria Callas i Renata Tebaldi. Era la primera vegada que cantava aquell paper i li va obrir les portes dels grans escenaris internacionals i de les cases discogràfiques.
El mateix any debutà al Glyndebourne Festival i al Metropolitan Opera com a Marguerite en el Faust de Gounod. La seva presentació al Liceu el gener del 1966 amb Il trovatore, després dels èxits americans que li van valdre el reconeixement definitiu a casa seva. Una altra fita important va ser el 1969 quan va cantar Don Carlo a Verona al costat de Plácido Domingo i Fiorenza Cossotto. Tot i actuar amb crosses, l'ària del quart acte va provocar l'entusiasme i el públic va explotar en una ovació de diversos minuts.
El 1972 debutà a La Scala amb Norma de Bellini i també representà la Violetta de La Traviata a la Royal Opera House-Convent Garden de Londres.
El 1977 va participar en la gala de clausura del vell Metropolitan de Nova York al costat de Renata Tebaldi, Zinka Milanov, Birgit Nilsson, Leontyne Price, Régine Crespin i Eleanor Steber. El mateix any va cantar Turandot a San Francisco, al costat de Luciano Pavarotti.
Montserrat Caballé va cantar més de vuitanta papers operístics, des de l'òpera barroca fins a Verdi, Wagner i Puccini, incloent obres de Richard Strauss. També va cantar cançons populars espanyoles. Sempre va cantar al Liceu, fins i tot durant la gran crisis del Liceu a finals dels anys 70. A començaments dels 90 les seves relacions amb el teatre es van refredar, però, amb el Liceu cremat (1994), es va posar al davant de la campanya per a la reconstrucció. Va ser una de les deu primeres dones que van demanar l'any 2000 l'ingrés al Cercle del Liceu. Des que es retirà de l'escenari, Caballé es va dedicar a diverses activitats benèfiques. Fou Ambaixadora de Bona Voluntat per la UNESCO i va crear una fundació pels nens necessitats a Barcelona. El juliol de 2008 donà suport al Manifiesto por la lengua común reivindicant el paper preponderant pel castellà en tot el territori espanyol.
El 2010 va participar, junt amb la seva filla Montserrat Martí, en el disc de La Marató de TV3 amb una versió en català de "You'll be in my heart" de Phil Collins titulada "Seràs en el Meu Cor".
Caballé també ha fet incursions en la música pop, així el duet de Caballé amb el cantant de rock Freddie Mercury, Barcelona, esdevingué l'himne oficiós dels Jocs Olímpics de Barcelona 1992 i li va permetre ampliar la seva projecció artística a àmbits més populars.
Caballé no era una gran actriu dalt de l'escenari. però tenia una veu com poques, de timbre i color magnífics, i un gust exquisit per cantar. Era extraordinària usant una tècnica fora del comú. La seva veu era notable per la seva puresa, pel seu control precís i per la seva potència. La seva tècnica era superba, per la matisació vocal i pels seus exquisits pianissimos.
La cantant, després de setmanes d'ingrés pel seu delicat estat de salut, va morir el 6 d'octubre del 2018, a l'Hospital de Sant Pau de Barcelona als 85 anys.

## Premis i reconeixements
Entre els molts premis musicals rebuts cal destacar la Medalla d'Or del Gran Teatre del Liceu en 1966, el Premi Grammy a la millor interpretació vocal solista de música clàssica rebut el 1968 per la seva interpretació en l'àlbum Rossini: Rarities. El 1982 fou guardonada amb la Medalla d'Or de la Generalitat de Catalunya i el 1991 amb el Premi Príncep d'Astúries de les Arts juntament amb Victòria dels Àngels, Teresa Berganza, Josep Carreras, Pilar Lorengar, Alfredo Kraus i Plácido Domingo.
L'any 2003 fou guardonada amb el Premi Nacional de Música, que concedeix la Generalitat de Catalunya, pel seu retorn al Gran Teatre del Liceu amb l'òpera Enric VIII, de Camille Saint-Säens.
El juliol de 2008 fou investida doctora honoris causa per la Universitat Internacional Menéndez Pelayo, alhora que es definia com a espanyola i bilingüe.
El 4 de desembre de 2009 va ser distingida amb la Gran Creu de Cavaller de l'Orde al Mèrit de la República Italiana (Cavaliere di Gran Croce OMRI) pel president de l'estat. El 8 de febrer de 2011 va ser investida doctora honoris causa per la Universitat de Barcelona. El 18 de novembre 2013 va rebre la Medalla de les Arts de la Comunitat de Madrid.

## Frau fiscal
El 29 d'abril de 2014, un jutjat de Barcelona la va citar a declarar com a imputada per un presumpte delicte de frau fiscal arran d'una querella de la fiscalia que l'acusava d'haver defraudat prop de 500.000 euros a la hisenda pública.
Caballé inicialment va defensar-se dient que residia a Andorra l'any 2010, però va arribar a un acord amb la Fiscalia i l'Estat per no haver d'anar a judici i evitar la presó.
La cantant, que ja havia reconegut el frau de més de mig milió d'euros de què se l'acusava, va acceptar una condemna de mig any de presó i pagar una multa de 254.000 euros, la meitat de la quantitat defraudada, per l'atenuant d'haver pagat abans del judici la quantitat reclamada. El desembre de 2015 va ser finalment condemnada a sis mesos de presó per frau fiscal a Hisenda, així com a pagar la multa i una indemnització a Hisenda de 72.202 euros. A més, va rebre una inhabilitació per rebre subvencions públiques durant un any i mig.